# پاتریک پاورز
پاتریک پاورز (انگلیسی: Patrick Powers (volleyball)؛ زادهٔ february ۱۳, ۱۹۵۸ (۶۷ سال)) بازیکن سابق والیبال اهل ایالات متحده آمریکا است که یکی از اعضای تیم ملی آمریکا در المپیک ۱۹۸۴ و قهرمانی جهان ۱۹۸۶ بود.